# José Jorge Rodrigues dos Santos
José Jorge Rodrigues dos Santos GCC (Funchal 23 de Abril de 1879 - Lisboa 5 de Dezembro de 1958) foi um Embaixador Português da primeira metade do século XX.

## Vida Pessoal
Nasceu no Funchal. A sua família era originaria do Porto da Cruz, freguesia de Machico. Era irmão de António Cruz Rodrigues dos Santos que foi Governador Civil do Funchal e Tio de Nuno Rodrigues dos Santos, Presidente do Partido Social Democrata.
Casou em Janeiro de 1929 com a filha de Maria do Carmo Carmona e do Marechal António Oscar Carmona, Presidente da República Portuguesa, Maria Inês Carmona que era mãe da Pintora Menez e de quem teve um filho, Antonio Carmona Santos (n. 1931), empresário, reconhecido como o "Pai" do Golf moderno em Portugal, que foi também Campeão Nacional da Modalidade.

## Vida Profissional
Bacharel, formado em letras pela Universidade de Coimbra, foi o primeiro Embaixador Português de carreira. Antes, esteve na India como Administrador Geral dos Bens nacionais e foi Comissário do Governo junto da Companhia de Mossâbedes.
Iniciou a sua carreia diplomática em 1911 como 3º secretário sendo um ano depois promovido a Cônsul de 2ª classe e colocado em Manaus, no Brasil, de onde foi transferido, como 2ª secretário, para Pequim.
Esteve ainda nas mesmas funções em Madrid e Londres. Seguiram-se, já como encarregado de negócios, Tóquio, Estocolmo, Helsínquia e Madrid. Em 1922, de novo em Londres, é promovido a 1º secretário, onde recebeu, já em 1923, o titulo e honras de Conselheiro de Embaixada. Nesta categoria esteve também em Madrid, regressando a Londres.
Regressou a Portugal, ao Ministério dos Negócios Estrangeiros, para ser promovido, por mérito comprovado, pelo Conselho de Promoções, a chefe de missão de 2ª classe. Em Abril de 1927, foi colocado na Direcção Geral de Negócios Políticos e Diplomáticos, como chefe de protocolo e de pessoal diplomático, cargo que exerceu até 1929.
Nesse ano vai para Madrid como enviado extraordinário e será ainda, em 1931 Ministro Plenipotenciário de Portugal na Argentina cargo que viria a ocupar em 1934 em Estocolmo. Em 1936 foi colocado em Berna onde acumulou as funções de Ministro na Suíça com as de Delegado de Portugal na Sociedade das Nações.
Terminou a sua sua carreia de Embaixador em Roma permanecendo neste posto até à proclamação da República Italiana em 1945.

## Condecorações
- Grã Cruz da Ordem Militar de Cristo
- Grande Oficial da ordem de Leopoldo da Bélgica
- Comendador de Isabel a Católica de Espanha
- Comendador da Ordem de Santo Olavo da Noruega

## Literatura
Dedicou-se à literatura, especialmente à poesia e ao teatro, tendo colaborado em várias Revistas Literárias.

### Obras
- Caravela (versos)
- Mar de Lágrimas (peça dramática em colaboração com João de Gouveia, levada à cena em Lisboa, no Teatro Nacional.
- Festa de Actriz (peça dramática, levada à cena em Lisboa, no Teatro Nacional
- Serões (peça de revista, levada à cena, na ilha da Madeira).
- Rosa Enamorada (peça dramática levada à cena em Lisboa, no Teatro Nacional).
- Crime de Amor (peça dramática, levada á cena em Lisboa, no Teatro Nacional).